# Maria Probosz

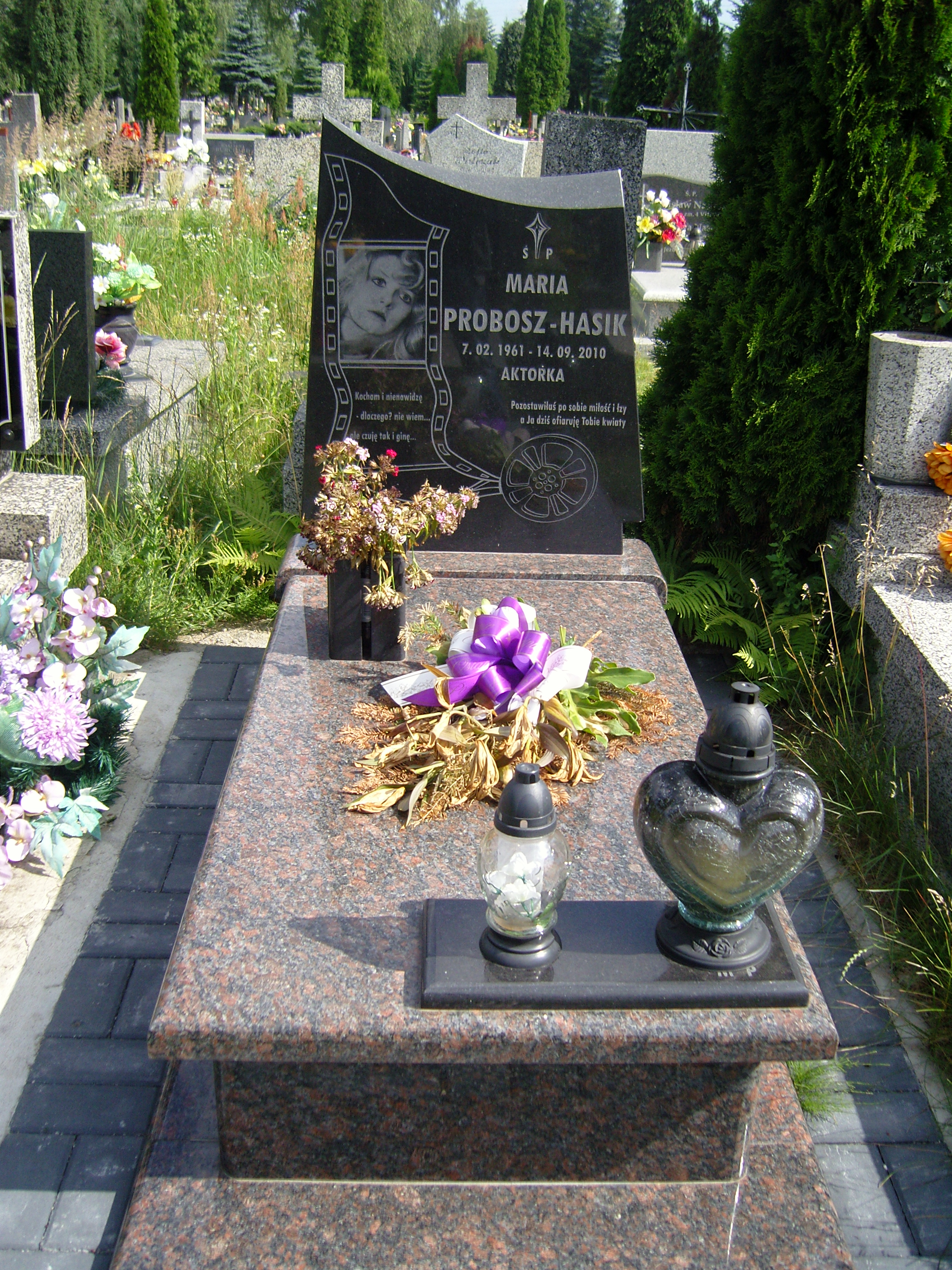
Grób Marii Probosz na cmentarzu komunalnym Zarzew w Łodzi

Maria Probosz-Hasik, z domu Zydorek (ur. 7 lutego 1961 w Łodzi, zm. 14 września 2010 tamże) – polska aktorka. W latach 80. XX wieku uznawana była za jedną z najbardziej obiecujących aktorek polskich młodego pokolenia.

## Wczesne lata
Urodziła się w Łodzi jako córka włókniarki i jak sama mówiła po latach w jednym z wywiadów, pochodziła z rozbitej rodziny – jej rodzice wcześnie się rozwiedli. Miała sześć lat, gdy uparła się, że zostanie aktorką. Uczyła się gry na fortepianie, ćwiczyła taniec, brała lekcje śpiewu, została przewodniczącą kółka teatralnego.
W 1976, jako uczennica pierwszej klasy liceum ogólnokształcącego wzięła udział w konkursie filmowym tygodnika „Szpilki”, na który jej fotografię wysłał jej znajomy. W efekcie otrzymała zaproszenie na zdjęcia próbne do telewizyjnej komedii Janusza Kondratiuka Czy jest tu panna na wydaniu? (1977). Był to jej aktorski debiut – niewielka rola uczennicy w zakładzie fryzjerskim u boku Romana Kłosowskiego, Krzysztofa Kowalewskiego i Zbigniewa Buczkowskiego. Wkrótce wygrała telewizyjny konkurs „Kto nas zatrudni w filmie?”. To przesądziło o jej zawodowej drodze. Po ukończeniu XXX LO im. ks. bpa Ignacego Krasickiego w Łodzi (przy ul. Obornickiej 11/13) rozpoczęła studia na Wydziale Aktorskim PWSFTviT w Łodzi, gdzie została przyjęta z pierwszą lokatą na liście egzaminacyjnej. Studia ukończyła w 1983 i obroniła dyplom aktorski dzięki roli mężczyzny homoseksualisty w spektaklu Jeana Geneta Ścisły nadzór w reżyserii Wiktora Grodeckiego.

## Kariera
Na pierwszym roku studiów zagrała Julkę w filmie Franciszka Trzeciaka Punkty za pochodzenie (1982), na drugim roku – dziewczynę Witka w obrazie Andrzeja Barańskiego Niech cię odleci mara (1982), pielęgniarkę w szpitalu więziennym w dramacie politycznym Janusza Zaorskiego Matka Królów (1982) i Urszulę w filmie psychologicznym Przeklęta ziemia (1982), na trzecim roku – Mariolę, kandydatkę na żonę Staszka w komedii telewizyjnej Janusza Kidawy Żeniac (1983).
W sezonie 1983/1984 związana była z Teatrem Powszechnym im. Zygmunta Hübnera w Warszawie za dyrekcji Kazimierza Dejmka. W 1984 zaangażowała się do Teatru Dramatycznego w Warszawie, w latach 1998–1999 występowała w roli Pięknisi w sztuce Johanna Wolfganga von Goethego Faust na scenie Teatru Nowego w Łodzi.
Stworzyła sugestywną i tragiczną postać narkomanki Gośki w dramacie Czas dojrzewania (1984), za którą otrzymała nagrodę publiczności „Jantar” na Koszalińskich Spotkaniach Filmowych „Młodzi i Film” i nagrodę ZW ZSMP we Włocławku. Podobną kreację zagrała w melodramacie Alabama (1984) jako Bożena.
Pojawiła się w serialach: 07 zgłoś się (1984, 1987), Tulipan (1986), Mistrz i Małgorzata (1988) na podstawie powieści Michaiła Bułhakowa w reżyserii Macieja Wojtyszki jako bezlitosna Hella, członek świty Wolanda (Gustaw Holoubek) i Pogranicze w ogniu (1991). 
Wystąpiła za granicą, m.in. w słowackim filmie Cena odwagi (Cena odvahy, 1986) jako dziennikarka Lenka Vanáková, NRD-owskim romansie Młodzi ludzie w mieście (Junge Leute in der Stadt, 1986) w roli Susi, berlińskiej tancerki rewiowej lat 20. i radzieckim filmie Czas pełni księżyca (Czas połnołunija, 1988) w roli poganki Pime, córki duchownego. Znalazła się w obsadzie obrazu Krzysztofa Gradowskiego Pan Kleks w kosmosie (1988). W melodramacie Trzy kroki od miłości (1988) u boku Jana Frycza zagrała postać sekretarki.
Chociaż jak sama kiedyś powiedziała na łamach tygodnika „Film”: „W filmie chciałabym kiedyś dostać zadanie, takie jak Mia Farrow w Dziecku Rosemary lub Catherine Deneuve we Wstręcie”, z wyjątkiem kilku udanych ról dramatycznych, najczęściej na ekranie prezentowała się w kreacjach seksownych, niezbyt rozgarniętych i ubranych dziewczyn, eksponujących swoje wdzięki.

## Życie prywatne
Jej pierwszym mężem był aktor Marek Probosz, kolega z filmówki. Po rozstaniu z Proboszem, przez trzy lata związana była z operatorem i malarzem, Zbigniewem Kopanią. W 1989 na planie filmu Powrót wabiszczura poznała Czesława Nogackiego i przez sześć lat była z nim w związku. W grudniu 1995 poślubiła Andrzeja Hasika.
Zmarła 14 września 2010 w wieku 49 lat. Przyczyną śmierci był nowotwór. Pochowana została w części komunalnej cmentarza Zarzew w Łodzi (kwatera XXXVI-6-16).

## Filmografia

### Filmy kinowe
- 1976: Czy jest tu panna na wydaniu? jako uczennica w zakładzie fryzjerskim
- 1981: Karabiny jako Urszulka, córka właścicielki hoteliku
- 1982: Matka Królów jako pielęgniarka w szpitalu więziennym
- 1982: Niech cię odleci mara jako dziewczyna Witka
- 1982: Przeklęta ziemia jako Urszula
- 1982: Punkty za pochodzenie jako Jola
- 1982: Wyłap jako studentka
- 1984: Czas dojrzewania jako Małgorzata Paluch
- 1984: Alabama jako Bożena Słucka
- 1985: Młodzi ludzie w mieście (Junge Leute in der Stadt) jako Susi
- 1985: List gończy
- 1985: Zaproszenie jako Anna Górska w młodości
- 1986: Cena odwagi (Cena odvahy) jako Lenka Vanáková
- 1987: Życie wewnętrzne jako sąsiadka Ewcia
- 1987: Łuk Erosa jako dziewczyna Ciąglewicza
- 1987: Sławna jak Sarajewo jako Gerda, córka Grychtolicka
- 1987: Trójkąt bermudzki jako Monika, córka Henryka
- 1987: Trzy kroki od miłości jako Edyta, sekretarka grupy zdjęciowej, kochanka Andrzeja
- 1987: Zabij mnie glino jako kochanka Stawskiego
- 1988: Czas pełni księżyca (Czas połnołunija)
- 1988: Dziewczynka z hotelu Excelsior jako dziewczyna playboya
- 1988: Pan Kleks w kosmosie jako Sandy
- 1988: Łabędzi śpiew jako asystentka dentysty
- 1989: Porno jako Hania
- 1989: Powrót wabiszczura jako córka komisarza
- 1989: Triumf ducha (Triumph of the Spirit) jako przyjaciółka Rauschera
- 1991: Siwa legenda jako Jadwiga
- 1999: Ja jestem Jurek jako kobieta w barze
- 2000: Śnieżynka jako matka

### Filmy TV
- 1981: Zderzenie jako ciężarna studentka Akademii Medycznej
- 1983: Żeniac jako kandydatka na żonę Staszka
- 1987: Dondula
- 1987: Cesarskie cięcie jako ciężarna w szpitalu

### Seriale TV
- 1984: 07 zgłoś się (odc. 17) jako pielęgniarka na porodówce, kolejna „znajoma” Borewicza
- 1984: 07 zgłoś się (odc. 18) jako dziewczyna w łóżku Borewicza
- 1986: Kryptonim „Turyści” jako Susanne Nowak (odc. 3)
- 1986: Tulipan jako Kasia, ekspedientka w sklepie AGD
- 1987: 07 zgłoś się (odc. 20) jako Irena Gryzik, dziewczyna przetrzymywana w leśniczówce
- 1988: Pozostaniemy wierni (Wiernymi Ostaniemsja/Vernymi ostanemsya)
- 1988: Mistrz i Małgorzata jako Hella, członek świty Wolanda
- 1991: Pogranicze w ogniu jako Hilda, współpracowniczka polskiego wywiadu
- 1997: Dom (odc. 18) jako prostytutka w Poznaniu